# Mangawān
Mangawān är en ort i Indien.   Den ligger i distriktet Rewa och delstaten Madhya Pradesh, i den centrala delen av landet, 600 km sydost om huvudstaden New Delhi. Mangawān ligger 310 meter över havet och antalet invånare är 12 503.
Terrängen runt Mangawān är mycket platt. Runt Mangawān är det tätbefolkat, med 383 invånare per kvadratkilometer. Närmaste större samhälle är Gurh, 18,9 km söder om Mangawān. Trakten runt Mangawān består till största delen av jordbruksmark.